# The Reptile Database

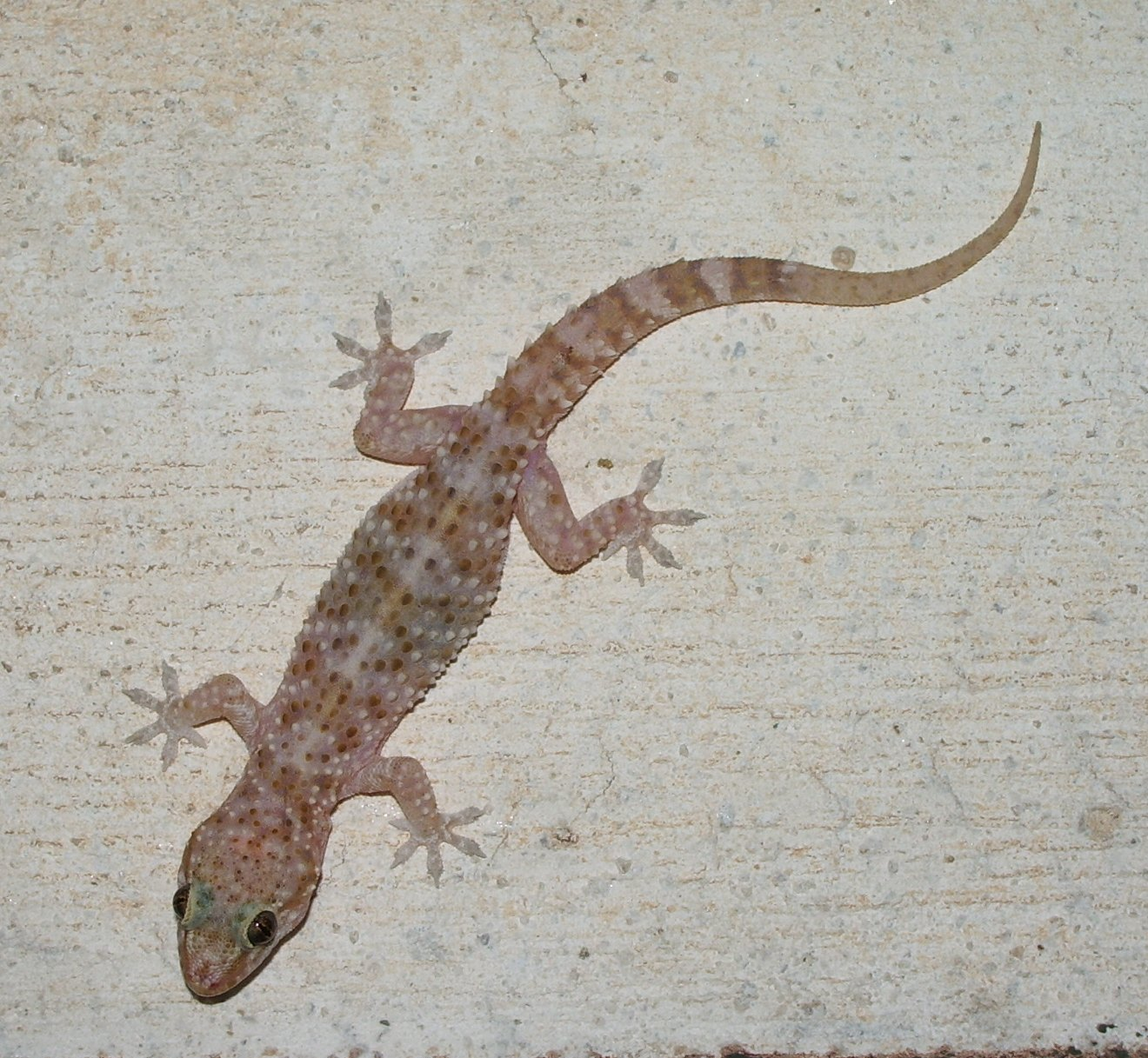
Europäischer Halbfinger (Hemidactylus turcicus), mit 129 Zitaten die Art mit der umfangreichsten Bibliografie (Stand 2011)

The Reptile Database ist eine wissenschaftliche Online-Datenbank für systematische Informationen zu Reptilien (im paraphyletischen Sinn). Der Fokus der Datenbank liegt auf taxonomischen Daten auf Artniveau, zu nahezu jeder Art ist ein Datensatz vorhanden. Die Suchmaschine ist das wichtigste Werkzeug für die Navigation. Jeder Datensatz enthält übergeordnete Taxa, Erstbeschreiber, Beschreibungsjahr, die Verbreitung auf Länderniveau sowie eine Bibliografie. Bei einigen Arten sind auch Fotografien vorhanden. Seit 2007 werden in neuen Datensätzen Informationen zu diagnostischen Merkmalen, Etymologie (meist des Artepithetons) und Höhenangaben angegeben und nach Möglichkeit in alten Datensätzen ergänzt.
The Reptile Database wurde Ende 1995 als EMBL Reptile Database gegründet, Mitte 1996 ging die Datenbank mit einer Suchmaschine online. Die Server wurden vom European Molecular Biology Laboratory (EMBL) gestellt. Als Ende 2006 der letzte Mitarbeiter der Reptile Database das EMBL verließ, kündigte das EMBL die Unterstützung der Datenbank. Schließlich bot The Institute of Genomic Research (TIGR) an, die Server bereitzustellen. Die Start- und Orientierungsseiten der in Deutschland gegründeten Datenbank sind immer noch auf deutschen Servern hinterlegt, die eigentlichen Datensätze sind nun auf Servern in Tschechien abgespeichert. Aktuell verantwortlich für The Reptile Database sind Peter Uetz und Jirí Hošek.
Die Reptiliendatenbank verlinkt zur herpetologischen Fachliteratur, die online verfügbar ist, zum Beispiel Linnés „Systema Naturae“ oder Bibrons und Dumérils „Érpetologie Génerale“. Stand Oktober 2023 enthält The Reptile Database Datensätze über 12.060 Arten und 2.133 Unterarten von Reptilien sowie über 65.000 Literaturhinweise.